# Saison 2 de Mystérieusement vôtre, signé Scoubidou

Cet article présente le guide de la saison 2 de la série télévisée d'animation Mystérieusement vôtre, signé Scoubidou (The New Scooby-Doo Mysteries).

## Épisodes

### Épisode 1:Bon anniversaire Scooby-Doo,1repartie
- Titre original : Happy Birthday, Scooby-Doo, Part 1
- Titre français : Bon anniversaire Scooby-Doo, 1re partie
- Numéro(s) : 27 (2.1)
- Scénariste(s) :
- Réalisateur(s) :
- Diffusion(s) : 
  -  États-Unis : 8 septembre 1984
- Invité(es) : Fred et Véra apparaissent dans cet épisode
- Résumé : La bande se rend à la station de télévision ZPOP. Ce jour-là, c'est l'anniversaire de Scooby et ses amis ne lui ont toujours pas fêté, il pense alors qu'ils ont oublié. Quand ils arrivent, Scooby est surpris avec This Is Your Life Scooby-Doo, l'émission animée par Mark Winkendale.

### Épisode 2:Bon anniversaire Scooby-Doo,2epartie
- Titre original : Happy Birthday, Scooby-Doo, Part 2
- Titre français : Bon anniversaire Scooby-Doo, 2e partie
- Numéro(s) : 28 (2.2)
- Scénariste(s) :
- Réalisateur(s) :
- Diffusion(s) : 
  -  États-Unis :  8 septembre 1984
- Invité(es) : Fred et Velma apparaissent dans cet épisode
- Résumé : Véra, Sammy, Daphné, Fred, Scrappy Doo et Mme Vandereel, préparent une surprise à Scooby-doo pour fêter son anniversaire. Mais un fantôme, Le Crâne rouge, a décidé de gâcher la fête d’anniversaire de Scooby-Doo donc le gang décide de résoudre le mystère de la malédiction du crâne rouge.

### Épisode 3:Une main de cauchemar
- Titre original : The Hand of Horror
- Titre français : Une main de cauchemar
- Numéro(s) : 29 (2.3)
- Scénariste(s) :
- Réalisateur(s) :
- Diffusion(s) : 
  -  États-Unis :  15 septembre 1984
- Invité(es) :
- Résumé : Alors que nos amis recherche la Pizza Palace Louie, ils se perdent et s'arrêtent alors pour obtenir de l'aide chez Gizmo Immobilier Von. Tandis que là, ils rencontrent Ratfink, Von Gizmo jumeaux ex-assistant, qui prétend qu'ils ont volé son invention secrète, les «coups de main», qui se révèlent être les mains télécommandés.

### Épisode 4:La Maison des horreurs
- Titre original : Scooby's Peephole Pandemonium
- Titre français : La Maison des horreurs
- Numéro(s) : 30 (2.4)
- Scénariste(s) :
- Réalisateur(s) :
- Diffusion(s) : 
  -  États-Unis :  15 septembre 1984
- Invité(es) :
- Résumé : La bande est employée par Orson Kane, un éditeur de magasin, pour faire une histoire sur Norma Deathman, une actrice d'un film, Fangs for the Memories. Les enfants se déguiser en tant que Creepy Caterers à sa fête d'anniversaire pour essayer de pouvoir interviewer, mais quelqu'un a volé les bijoux de Norma, le gang va donc devoir découvrir qui a volé les bijoux avant qu'ils soit trop tard.

### Épisode 5:Être ou ne pas être Scooby-Doo?
- Titre original : Scoo-Be or Not Scoo-Be?
- Titre français : Être ou ne pas être Scooby-Doo ?
- Numéro(s) : 31 (2.5)
- Scénariste(s) :
- Réalisateur(s) :
- Diffusion(s) : 
  -  États-Unis :  22 septembre 1984
- Invité(es) :
- Résumé :

### Épisode 6:Le Masque de la méduse
- Titre original : The Stoney Glare Scare
- Titre français : Le Masque de la méduse
- Numéro(s) : 32 (2.6)
- Scénariste(s) :
- Réalisateur(s) :
- Diffusion(s) : 
  -  États-Unis :  22 septembre 1984
- Invité(es) :
- Résumé :

### Épisode 7:Mission inscoobydable
- Titre original : Mission Un-Doo-Able
- Titre français : Mission inscoobydable
- Numéro(s) : 33 (2.7)
- Scénariste(s) :
- Réalisateur(s) :
- Diffusion(s) : 
  -  États-Unis :  29 septembre 1984
- Invité(es) :
- Résumé :

### Épisode 8:Quel guêpier
- Titre original : The Bee Team
- Titre français : Quel guêpier
- Numéro(s) : 34 (2.8)
- Scénariste(s) :
- Réalisateur(s) :
- Diffusion(s) : 
  -  États-Unis :  29 septembre 1984
- Invité(es) :
- Résumé :

### Épisode 9:Service compris
- Titre original : Doom Service
- Titre français : Service compris
- Numéro(s) : 35 (2.9)
- Scénariste(s) :
- Réalisateur(s) :
- Diffusion(s) : 
  -  États-Unis :  6 octobre 1984
- Invité(es) :
- Résumé :

### Épisode 10:Mission secrète
- Titre original : A Code in the Nose
- Titre français : Mission secrète
- Numéro(s) : 36 (2.10)
- Scénariste(s) :
- Réalisateur(s) :
- Diffusion(s) : 
  -  États-Unis :  6 octobre 1984
- Invité(es) :
- Résumé :

### Épisode 11:Les Astronautes antiques,1repartie
- Titre original : Ghosts of the Ancient Astronauts, Part 1
- Titre français : Les Astronautes antiques, 1re partie
- Numéro(s) : 37 (2.11)
- Scénariste(s) :
- Réalisateur(s) :
- Diffusion(s) : 
  -  États-Unis :  13 octobre 1984
- Invité(es) : Fred et Véra apparaissent dans cet épisode
- Résumé :

### Épisode 12:Les Astronautes antiques,2epartie
- Titre original : Ghosts of the Ancient Astronauts, Part 2
- Titre français : Les Astronautes antiques, 2e partie
- Numéro(s) : 38 (2.12)
- Scénariste(s) :
- Réalisateur(s) :
- Diffusion(s) : 
  -  États-Unis :  13 octobre 1984
- Invité(es) : Fred et Véra apparaissent dans cet épisode
- Résumé :

### Épisode 13:Enquête au pôle Sud
- Titre original : South Pole Vault
- Titre français : Enquête au pôle Sud
- Numéro(s) : 39 (2.13)
- Scénariste(s) :
- Réalisateur(s) :
- Diffusion(s) : 
  -  États-Unis :  20 octobre 1984
- Invité(es) :
- Résumé :

### Épisode 14:La Nuit des jouets vivants
- Titre original : The Night of the Living Toys
- Titre français : La Nuit des jouets vivants
- Numéro(s) : 40 (2.14)
- Scénariste(s) :
- Réalisateur(s) :
- Diffusion(s) : 
  -  États-Unis :  20 octobre 1984
- Invité(es) :
- Résumé :

### Épisode 15:Ouvrez le bal des vampires,1repartie
- Titre original : A Halloween Hassle at Dracula's Castle, Part 1
- Titre français : Ouvrez le bal des vampires, 1re partie
- Numéro(s) : 41 (2.15)
- Scénariste(s) :
- Réalisateur(s) :
- Diffusion(s) : 
  -  États-Unis :  27 octobre 1984
- Invité(es) : Fred et Véra apparaissent dans cet épisode
- Résumé :

### Épisode 16:Ouvrez le bal des vampires,2epartie
- Titre original : A Halloween Hassle at Dracula's Castle, Part 2
- Titre français : Ouvrez le bal des vampires, 2e partie
- Numéro(s) : 42 (2.16)
- Scénariste(s) :
- Réalisateur(s) :
- Diffusion(s) : 
  -  États-Unis :  27 octobre 1984
- Invité(es) : Fred et Véra apparaissent dans cet épisode
- Résumé :

### Épisode 17:Nuit blanche à la Maison-Blanche,1repartie
- Titre original : A Night Louse at the White House, Part 1
- Titre français : Nuit blanche à la Maison-Blanche, 1re partie
- Numéro(s) : 43 (2.17)
- Scénariste(s) :
- Réalisateur(s) :
- Diffusion(s) : 
  -  États-Unis :  3 novembre 1984
  -  France :  1er juin 1992[1]
- Invité(es) : Véra apparait dans cet épisode
- Résumé :

### Épisode 18:Nuit blanche à la Maison-Blanche,2epartie
- Titre original : A Night Louse at the White House, Part 2
- Titre français : Nuit blanche à la Maison-Blanche, 2e partie
- Numéro(s) : 44 (2.18)
- Scénariste(s) :
- Réalisateur(s) :
- Diffusion(s) : 
  -  États-Unis :  3 novembre 1984
- Invité(es) : Véra apparait dans cet épisode
- Résumé :

### Épisode 19:L'Affaire du collier
- Titre original : Showboat Scooby
- Titre français : L'Affaire du collier
- Numéro(s) : 45 (2.19)
- Scénariste(s) :
- Réalisateur(s) :
- Diffusion(s) : 
  -  États-Unis :  10 novembre 1984
- Invité(es) :
- Résumé :

### Épisode 20:En scène Scooby-Doo!
- Titre original : The 'Dooby Dooby Doo' Ado
- Titre français : En scène Scooby-Doo !
- Numéro(s) : 46 (2.20)
- Scénariste(s) :
- Réalisateur(s) :
- Diffusion(s) : 
  -  États-Unis :  10 novembre 1984
- Invité(es) :
- Résumé :

### Épisode 21:Sherlock Holmes Doo,1repartie
- Titre original : Sherlock Doo, Part 1
- Titre français : Sherlock Holmes Doo, 1re partie
- Numéro(s) : 47 (2.21)
- Scénariste(s) :
- Réalisateur(s) :
- Diffusion(s) : 
  -  États-Unis :  17 novembre 1984
- Invité(es) : Fred apparait dans cet épisode
- Résumé :

### Épisode 22:Sherlock Holmes Doo,2epartie
- Titre original : Sherlock Doo, Part 2
- Titre français : Sherlock Holmes Doo, 2e partie
- Numéro(s) : 48 (2.22)
- Scénariste(s) :
- Réalisateur(s) :
- Diffusion(s) : 
  -  États-Unis :  17 novembre 1984
- Invité(es) : Fred apparait dans cet épisode
- Résumé :

### Épisode 23:Scooby-Doo à Hollywood
- Titre original : A Scary Duel With a Cartoon Ghoul
- Titre français : Scooby-Doo à Hollywood
- Numéro(s) : 49 (2.23)
- Scénariste(s) :
- Réalisateur(s) :
- Diffusion(s) : 
  -  États-Unis :  24 novembre 1984
- Invité(es) :
- Résumé :

### Épisode 24:EIEIO
- Titre original : E*I*E*I*O
- Titre français : EIEIO
- Numéro(s) : 50 (2.24)
- Scénariste(s) :
- Réalisateur(s) :
- Diffusion(s) : 
  -  États-Unis :  24 novembre 1984
- Invité(es) :
- Résumé :

### Épisode 25:Le Ballet de Noël de Scooby-Doo,1repartie
- Titre original : A Nutcracker Scoob, Part 1
- Titre français : Le Ballet de Noël de Scooby-Doo, 1re partie
- Numéro(s) : 51 (2.25)
- Scénariste(s) :
- Réalisateur(s) :
- Diffusion(s) : 
  -  États-Unis :  1er décembre 1984
  -  France :  22 décembre 1990[2]
- Invité(es) : Fred apparait dans cet épisode
- Résumé :

### Épisode 26:Le Ballet de Noël de Scooby-Doo,2epartie
- Titre original : A Nutcracker Scoob, Part 2
- Titre français : Le Ballet de Noël de Scooby-Doo, 2e partie
- Numéro(s) : 52 (2.26)
- Scénariste(s) :
- Réalisateur(s) :
- Diffusion(s) : 
  -  États-Unis :  1er décembre 1984
  -  France :  22 décembre 1990[2]
- Invité(es) : Fred apparait dans cet épisode
- Résumé :